# 臺南市第四期市地重劃區
臺南市竹篙厝第四期市地重劃區、簡稱四期重劃區，其名稱意為名自「東區竹篙厝段主要計畫」內由臺南省轄市第四次規劃的公辦市地重劃區。

## 沿革
臺南市四期重劃區位於臺南市中心東南郊，在1970年代以前僅有竹篙厝聚落與農田、農業改良場、南臺南貨運站等機關，並有糖業鐵路關廟線穿越。糖鐵在重劃前夕已停駛並隨之拆除。
計畫地區範圍為縱貫線鐵路東側，林森路南側，富強路（今東門路）與仁和路西側及生產路北側所圍範圍。重劃後提供建築面積248公頃，無償取得公共設施用地面56公頃，另新闢道路、地下排水道、機關綠地。辦理時程由1976年2月起至1977年8月止。1979年，東區區公所由原臺南縣知事官邸遷至四期重劃區現址。
本重劃區屬原為疏散原臺南市中心人口（今中西區一帶）的「臺南市東區竹篙厝段主要計畫」之一，面積550.8公頃、占臺南市東區約26%，時計劃至2001年人口為50,000人。後為滿足人口遷入，新設代國小57（崇學國小）、58（崇明國小）兩所、國中49（崇明國中）一所。

## 相關計畫道路
- 40米寬公道四：即今林森路一段。
- 30米寬二等一號道路：今中華東路三段，後編為台一線。
- 18米寬3-26號道路：今崇善路部分，起自中華東路口經德高國小、銜接仁德區民安路。
- 崇德路：部分路段為昔日糖鐵關廟線舊線跡

## 地標
- 東區區公所
- 臺南市立臺南文化中心
- 臺南市政府衛生局
- 林森車站 - 鐵路地下化後預定設立之通勤車站。